# UFC 223
UFC 223: Khabib vs. Iaquinta（ユーエフシー・ツートゥエンティスリー：ハビブ・バーサス・アイアキンタ）は、アメリカ合衆国の総合格闘技団体「UFC」の大会の一つ。2018年4月7日、ニューヨーク州ニューヨーク市ブルックリン区のバークレイズ・センターで開催された。

## 大会概要
本大会ではハビブ・ヌルマゴメドフとアル・アイアキンタによるUFC世界ライト級王座決定戦が組まれ、セミでは王者 ローズ・ナマユナスと挑戦者ヨアナ・イェンジェイチックによるUFC世界女子ストロー級タイトルマッチが組まれた。

## 試合結果

### プレリミナリーカード
第1試合 ライトヘビー級 5分3R
○  デビン・クラーク vs.  マイク・ロドリゲス ×
3R終了 判定3-0（29-28、30-27、30-27）
第2試合 女子フライ級 5分3R
○  アシュリー・エバンス・スミス vs.  ベック・ローリングス ×
3R終了 判定3-0（30-27、30-27、30-27）
第3試合 ライト級 5分3R
○  オリビエ・オービン＝メルシエ vs.  エヴァン・ダナム ×
1R 0:53 TKO（膝蹴り→パウンド）
第4試合 女子ストロー級 5分3R
○  カロリーナ・コバケビッチ vs.  フェリス・ヘリッグ ×
3R終了 判定2-1（29-28、28-29、29-28）

### メインカード
第5試合 ライト級 5分3R
○  クリス・グリッツマーカー vs.  ジョー・ローゾン ×
2R 終了 TKO（コーナーストップ）
第6試合 フェザー級 5分3R
○  ザビット・マゴメドシャリポフ vs.  カイル・ボフニャク ×
3R終了 判定3-0（29-28、30-27、30-27）
第7試合 フェザー級 5分3R
○  ヘナート・モイカノ vs.  カルヴィン・ケイター ×
3R終了 判定3-0（29-28、30-27、30-27）
第8試合 UFC世界女子ストロー級タイトルマッチ 5分5R
○  ローズ・ナマユナス vs.  ヨアナ・イェンジェイチック ×
5R終了 判定3-0（49-46、49-46、49-46）
※ナマユナスが初防衛に成功。
第9試合 UFC世界ライト級王座決定戦 5分5R
○  ハビブ・ヌルマゴメドフ vs.  アル・アイアキンタ ×
5R終了 判定3-0（50-44、50-44、50-43）
※ヌルマゴメドフが王座獲得に成功。

### 各賞
ファイト・オブ・ザ・ナイト： ザビット・マゴメドシャリポフ vs. カイル・ボフニャク
パフォーマンス・オブ・ザ・ナイト： クリス・グリッツマーカー、オリビエ・オービン＝メルシエ
各選手にはボーナスとして5万ドルが授与された。

### カード変更
負傷などによるカードの変更は以下の通り。